# Severo Ochoa
Severo Ochoa de Albornoz (24. září 1905 Luarca, Asturie – 1. listopadu 1993 Madrid) byl španělsko-americký lékař a biochemik. Jeho výzkum byl mnohostranný a Ochoa učinil důležité objevy v různých oblastech biochemie a molekulární biologie. Spolu s Arthurem Kornbergem získal roku 1959 Nobelovu cenu za fyziologii a medicínu za objev mechanismu biosyntézy RNA.
Ochoa hrál důležitou roli při vytváření Španělské společnosti pro biochemii, dnes nazývané Španělská společnost pro biochemii a molekulární biologii. V roce 1963 ji spolu s propagátorem a prvním prezidentem této společnosti biochemikem Albertem Solsem založili.
V roce 1971 bylo v Madridu vytvořeno Centrum molekulární biologie Severo Ochoa, neboť Španělsko chtělo obnovit své vysoké učení a využilo věhlasu svého nositele Nobelovy ceny.
Jeho život byl zfilmován v roce 2001 ve španělské minisérii Severo Ochoa - Dobytí Nobelovy ceny.

## Studia a kariéra
- Ochoa se narodil 24. září 1905 v Luarca v Asturii. Jeho rodiči byli právník Severo Manuel Ochoa a Carmen de Albornoz (sestra politika a později prezidenta španělské exilové vlády Álvaro de Albornoz). Po smrti svého otce v roce 1912 se s matkou přestěhovali do Malagy, kde dokončil základní studia a střední školu.

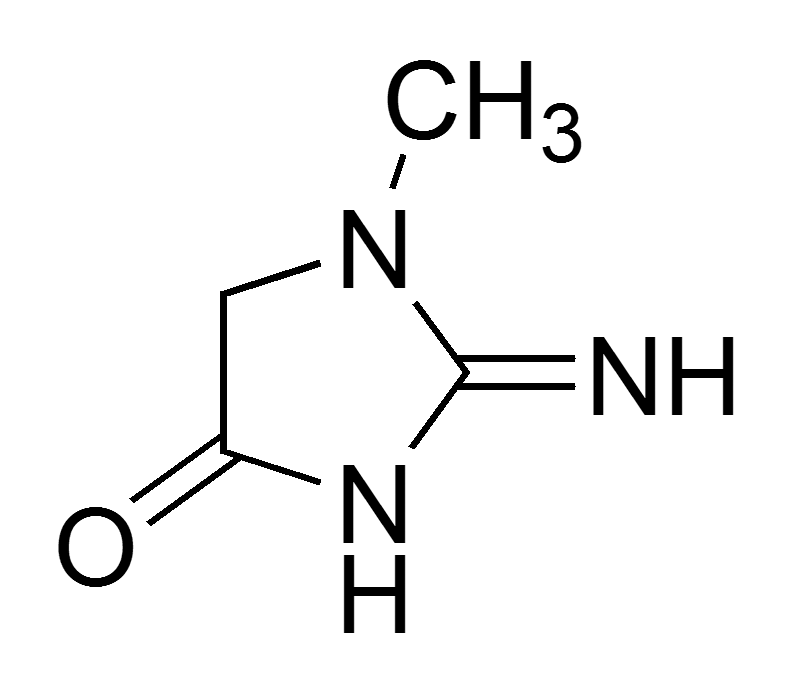
Kreatinin - sloučenina vznikající rozpadem kreatinu. Je to odpadní produkt normálního svalového metabolismu a je vylučován močí. Měření kreatininu v moči je nejjednodušší způsob, jak vyhodnotit funkci ledvin.

- Kreatinin - sloučenina vznikající rozpadem kreatinu. Je to odpadní produkt normálního svalového metabolismu a je vylučován močí. Měření kreatininu v moči je nejjednodušší způsob, jak vyhodnotit funkci ledvin.Brzy se začal zajímat o biologii a rozhodl se pro studium medicíny na univerzitě v Madridu. Již během studia se začal zabývat výzkumem. Jeho profesor navrhl jemu a dalšímu studentovi Josému Valdecasasovi, aby pracovali na metodě izolace kreatininu přítomného v moči. Oba studenti vyvinuli metodu měření malého množství svalového kreatininu. O své metodě napsali vědecký článek do časopisu Journal of Biological Chemistry, který byl přijat velmi kladně.
- V roce 1928 Ochoa dokončil studium medicíny a v roce 1929 dostal pozvání do laboratoře Otto Fritz Meyerhof na Kaiser Wilhelm Institute of Biology (nyní Max Planck Institute) v Berlíně. V té době byl ústav kolébkou biochemie, kde pracovali vědci jako Otto Heinrich Warburg, Carl Neuberg, Einar Lundsgaard a Fritz Lipmann a Otto Fritz Meyerhof, který obdržel Nobelovu cenu za medicínu v roce 1922. Ochoa zde strávil rok.
- Postgraduální studium pak zahájil v Londýně na London National Institute for Medical Research. Zde se začal zajímat o enzymy.
- V roce 1930 se vrátil do Madridu, aby dokončil svou doktorskou práci, kterou obhájil ve stejném roce.
- V roce 1931 byl jmenován odborným asistentem Juana Negrina a oženil se s Carmen García Cobián.
- V témže roce odcestoval opět do Londýna na London National Institute for Medical Research, kde pracoval s Henrym Daleem na studiu vitaminu B1, enzymu glyoxalasy. Tyto výzkumy byly začátkem jeho zájmu o enzymy a jeho objevy následně znamenaly revoluci ve studiu intermediárního metabolismu.
- Roku 1933 se vrátil do Madridu, ale brzy vypukla španělská občanská válka. Ochoa proto Španělsko opustil a přes zastávku v Německu zamířil do Spojených států amerických na New York University, kde se věnoval chemické syntéze RNA.
- V roce 1956 získal americké občanství.
- V roce 1959 získal  Nobelovu cenu za fyziologii a medicínu za objev mechanismu biosyntézy RNA spolu s Arthurem Kornbergem.
- Na závěr života se vrátil do Španělska, kde roku 1993 zemřel v Madridu.

## Německo a Spojené státy
- V září 1936 manželé Ochoovi odešli z válečného Španělska do Německa. Ochoa pracoval v Meyerhofově laboratoři, která v té době byla jedním z nejdůležitějších biochemických zařízení na světě. Zaměřovala se na výzkum procesů, jako je glykolýza a fermentace. Laboratoř čistila a charakterizovala enzymy zapojené do svalové činnosti nebo do fermentace kvasinek. Ochoa zde pracoval až do roku 1938.
- V roce 1938 se Ochoa s manželkou přestěhovali do Spojených států.
- V roce 1941 získal práci na Washingtonské univerzitě v St. Louis.
- V roce 1945 začal pracovat na New York University. Věnoval se výzkumu farmakologie a biochemie.
- V roce 1951 dostal Bewbergovu medaili za výzkum ve farmakologii a biochemiei.
- V roce 1954 pokračoval ve své práci na oxidační fosforylaci a objevil enzym polynukleotidfosforylázu, který byl schopný syntetizovat RNA in vitro z ribonukleosidodifosfátů.

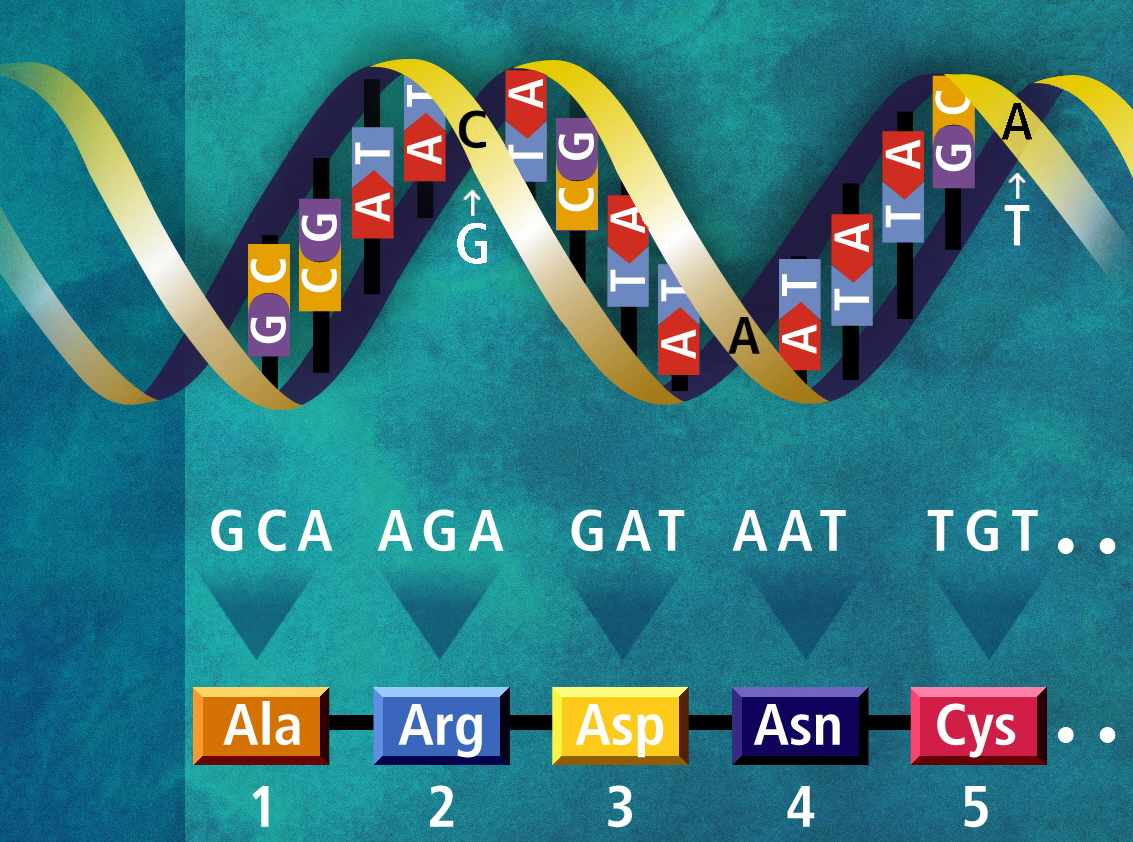
Genetický kód - soubor pravidel, podle kterých se genetická informace uložená v DNA (respektive RNA) převádí na primární strukturu bílkovin (pořadí aminokyselin v řetězci bílkovin)

- Genetický kód - soubor pravidel, podle kterých se genetická informace uložená v DNA (respektive RNA) převádí na primární strukturu bílkovin (pořadí aminokyselin v řetězci bílkovin)V roce 1955 publikoval v časopise Journal of the American Chemical Society spolu s francouzsko-ruskou biochemičkou Marianne Grunberg-Manago článek o izolaci enzymu z kolibacilu, který katalyzuje syntézu RNA. Objevitelé nazvali enzym polyribonukleonukleotidová nukleotidyltransferáza (nyní PNPáza). Tento objev vedl k přípravě syntetických polynukleotidů různého základního složení, s nimiž skupina Ochoa (paralelně se skupinou Marshalla Nirenberga) dospěla k rozluštění genetického kódu.
- V roce 1956 žák Ochoa Američan Arthur Kornberg dokázal syntézu DNA prostřednictvím polymerázy. Oba za to v roce 1959 získali Nobelovu cenu za fyziologii nebo medicínu.
- Od roku 1964 se Ochoa věnoval hlavně výzkumu replikačních mechanismů virů, které mají RNA jako genetický materiál a popisoval základní fáze tohoto procesu. Zkoumal také mechanismy syntézy proteinů, se zvláštním důrazem na iniciační proces (u prokaryotických i eukaryotických organismů), přičemž byl průkopníkem v objevu iniciačních faktorů translace.
- V roce 1974 se přesunul jako významný výzkumný pracovník do Roche Institute for Molecular Biology v New Jersey.
- V roce 1975 odešel z Newyorské univerzity.

## Španělsko a úmrtí
- Od roku 1977 často pobýval v po něm pojmenovaném ústavu Severo Ochoa Molecular Biology Center v Madridu, společném centru Vyšší rady pro vědecký výzkum a Autonomní univerzity v Madridu.
- V roce 1985 se definitivně vrátil do Španělska a dále pokračoval ve své práci.
- V roce 1986 ve věku jednaosmdesáti let publikoval svou poslední vědeckou práci.
- V roce 1987 nastoupil do Královské národní lékařské akademie Španělska a byl jmenován prezidentem Nadace Jiméneze Díaze.
- V roce 1993 1. listopadu zemřel a byl pohřben na hřbitově ve svém rodném městě Luarca vedle své ženy Carmen.
- Ve své závěti založil Nadaci Carmen a Severo Ochoa.

## Výzkum

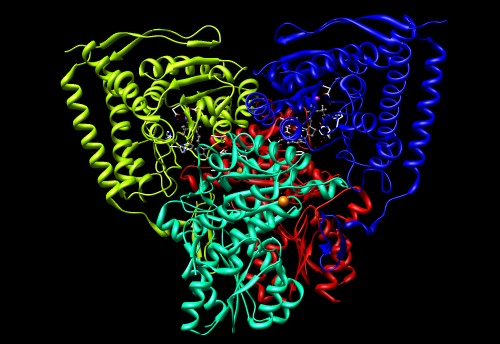
Enzym E_{1} - jedna ze součástí pyruvátdehydrogenázového komplexu, který jich obsahuje 20-30.

Vědecký přínos Severo Ochoa byl učiněn především v těchto oblastech:
- Objevil dva enzymy citrátsyntetázu a pyruvátdehydrogenázu pomocí výzkumu metabolické enzymologie. Tyto dva enzymy umožnily dokončit popis Krebsova cyklus, který představuje základní biologický proces v metabolismu živých organismů.
- Studoval také fotosyntézu a metabolismus mastných kyselin.

- Objevil enzym polynukleotid-fosforylázu a popsal syntézu RNA. Tento objev mu spolu s jeho žákem Arthurem Kornbergem vynesl v roce 1959 Nobelovu cenu za medicínu.

- Jeho objevy vedly k dešifrování genetického kódu, intracelulární biosyntézy proteinů a základních aspektů biologie virů.

## Ocenění
- Neubergova medaile za biochemii (1951)
- Nobelova cena za fyziologii a medicínu (1959)
- Medaile Société de Chimie Biologique (1959)
- Medaile University of New York roku (1959)
- Čestný doktorát univerzity v Granadě (1967)
- Čestný doktorát univerzity v Oviedu (1967)
- Jiménez Díaz Memorial Lesson Award, kterou od té doby každoročně uděluje nadace Conchita Rábago de Jiménez Díaz.  (1969)
- Národní medaile za vědu USA roku 1979
- Čestný profesor na Universidad Nacional Mayor de San Marcos v Limě
- Čestný doktorát Universidad Iberoamericana (UNIBE) Dominikánské republiky (1988)
- Čestný doktorát Univerzity v Baskicku (1988)
- Čestný doktorát univerzity v Córdobě (1990)
- Ocenění od univerzit: Louis (Washington University), Glasgow, Oxford, Salamanca, Brazílie, Wesleyan University a Oviedo.
- Člen několika výzkumných společností v USA, Německu, Japonsku, Argentině, Uruguay a Chile
- Prezident Mezinárodní unie pro biochemii.

## Památníky
- Památník Severo Ochoa, Severo Ochoa Molecular Biology Center (CBMSO)

- Španělská pošta vydala pamětní známky u příležitosti jeho smrti v roce 1994 a na jeho památku v roce 2003.
- V roce 2011 vydává americká poštovní služba známku na jeho počest.
- Ulice s jeho jménem v několika obcích, jako je Gijón, Oviedo, Leganés, Móstoles, Getafe, Parla, Rivas-Vaciamadrid ...
- Škola v Getafe s jeho jménem otevřena v roce 1976.
- Nemocnice v Leganés s jeho jménem otevřena v roce 1987.
- V Leganés byla v roce 2003 slavnostně otevřena stanice jižního metra Severo Ochoa.
- Socha Severo Ochoa v zahradách Lékařské fakulty UCM
- Centrum molekulární biologie Severo Ochoa (CBMSO)
- Aulario Severo Ochoa, Univerzita v Malaze
- Španělský institut Severo Ochoa v Tangeru